# 키스의 전주곡
《키스의 전주곡》(Prelude To A Kiss)은 미국에서 제작된 노먼 르네 감독의 1992년 가족, 드라마, 멜로/로맨스 영화이다. 동명의 1988년 희극 Prelude to a Kiss에 기반을 둔다. 알렉 볼드윈 등이 주연으로 출연하였고 마이클 그루스코프 등이 제작에 참여하였다.

## 출연

### 주연
- 알렉 볼드윈
- 멕 라이언

### 조연
- 캐시 베이츠
- 네드 비티
- 패티 듀크

## 기타
- 원작자: 크레그 루카스
- 공동제작: 크레그 루카스
- 공동제작: 노먼 르네
- 미술: 앤드류 잭니스
- 의상: 워커 히클린
- 배역: 제이슨 라파두라
- 배역: 나탈리 하트